# Реал (Одеса)
СКШ «Реал» Одеса — український футбольний клуб з міста Одеси. Виступав у чемпіонаті України 2004/05 серед команд другої ліги. Перед початком сезону 2005/06 знявся з чемпіонату.

## Історія
У грудні 2002 року в місті Одесі за ініціативою депутатів Одеської міськради Сергія і Анатолія Страшних на базі клубу вболівальників футбольної команди «Реал» (Мадрид) було створено «Спортивну клуб-школу «Реал Одеса».  І вже 24 лютого 2003 року СКШ «Реал Одеса» була офіційно зареєстрована в Суворовському районі міста Одеси. Профілюючим видом спорту в школі був футбол, тому СКШ стала організовувати дитячі турніри. В тому ж році доросла команда «Реал Одеса» взяла участь в зимовій першості м. Одеси. 2004 року за рекомендацією Одеської обласної федерації футболу й Асоціації аматорського футболу України команда «Реал Одеса» отримала статус професіонального колективу.
Перший і єдиний свій чемпіонат України в сезоні 2004/05 серед команд другої ліги команда завершила на високому сьомому місці. Перед початком сезону 2005/06 клуб знявся з чемпіонату.

## Досягнення
- Чемпіон міста Одеси 2003 року.
- Володар Кубка Одеси 2003 року.
- Переможець зимової першості міста Одеси 2003 року.

## Всі сезони в незалежній Україні
| Сезон   | Чемпіонат     | Чемпіонат | Чемпіонат | Чемпіонат | Чемпіонат | Чемпіонат | Чемпіонат | Чемпіонат | Кубок       | Кубок | Кубок | Кубок | Кубок | Кубок | Кубок | Примітка |
| Сезон   | Ліга          | Місце     | І         | В         | Н         | П         | М         | О         | Етап        | І     | В     | Н     | П     | М     | О     | Примітка |
| ------- | ------------- | --------- | --------- | --------- | --------- | --------- | --------- | --------- | ----------- | ----- | ----- | ----- | ----- | ----- | ----- | -------- |
| 2004/05 | Друга Група Б | 7 з 14    | 26        | 9         | 10        | 7         | 25−27     | 37        | 1/32 фіналу | 1     | 0     | 0     | 1     | 0−2   | 0     |          |
| Всього  | Друга         | 1 сезон   | 26        | 9         | 10        | 7         | 25−27     | 28        | >1 сезон    | 1     | 0     | 0     | 1     | 0−2   | 0     |          |